# Новоолександрівка (Криворізька сільська громада)
Новоолекса́ндрівка — село Криворізької сільської громади Покровського району Донецької області, Україна. Відстань до Добропілля становить близько 32 км і проходить автошляхом Т 0515.

## Історія.
Село Новоолександрівка заснововане в 70 роках ХІХ сторіччя. Спершу воно носило назву хутір Головачове, який налічував 20 дворів.
Станом на 1911 рік село Новоолександрівка входила до складу Гришинської волості.
13 квітня 1921 року в Новоолександрівці відбувся бій Кожина Фоми з кавалерійським винищувальним загоном Апатова, під час бою махновці втратили убитими 21 осіб.
У 1928 році в селі організували колгосп. В роки другої світової війни село було повністю зруйноване. 
В 1951 році колгосп імені Ватутіна був об'єднаний з колгоспом імені В.І.Леніна, в селі Новоолександрівка була утворена комплексна бригада.

## Жертви сталінських репресій.
- Кулик Кіндрат Свиридович, 1886 року народження, село Новоолександрівка Добропільського району Донецької області, українець, освіта початкова, безпартійний. Хлібороб. Проживав за місцем народження. Заарештований 18 жовтня  1929 року. Особливою нарадою при колегії ДПУ УРСР 18 січня 1930 року засуджений на три роки заслання у Північний край. Реабілітований у 1989 році.